# Kawi (volcan)
Pour les articles homonymes, voir Kawi (homonymie).
Le Kawi est un volcan dans l'est de l'île de Java en Indonésie. Il jouxte le mont Butak. On ne lui connaît pas d'éruption historique à ce jour.